# Палац Браницьких (Любомль)
Палац Браницьких — південний флігель палацу, що входив до палацово-паркового ансамблю, збудованого в Любомлі Францішеком Ксаверієм Браницьким у другій половині 18 століття.

## З історії палацу

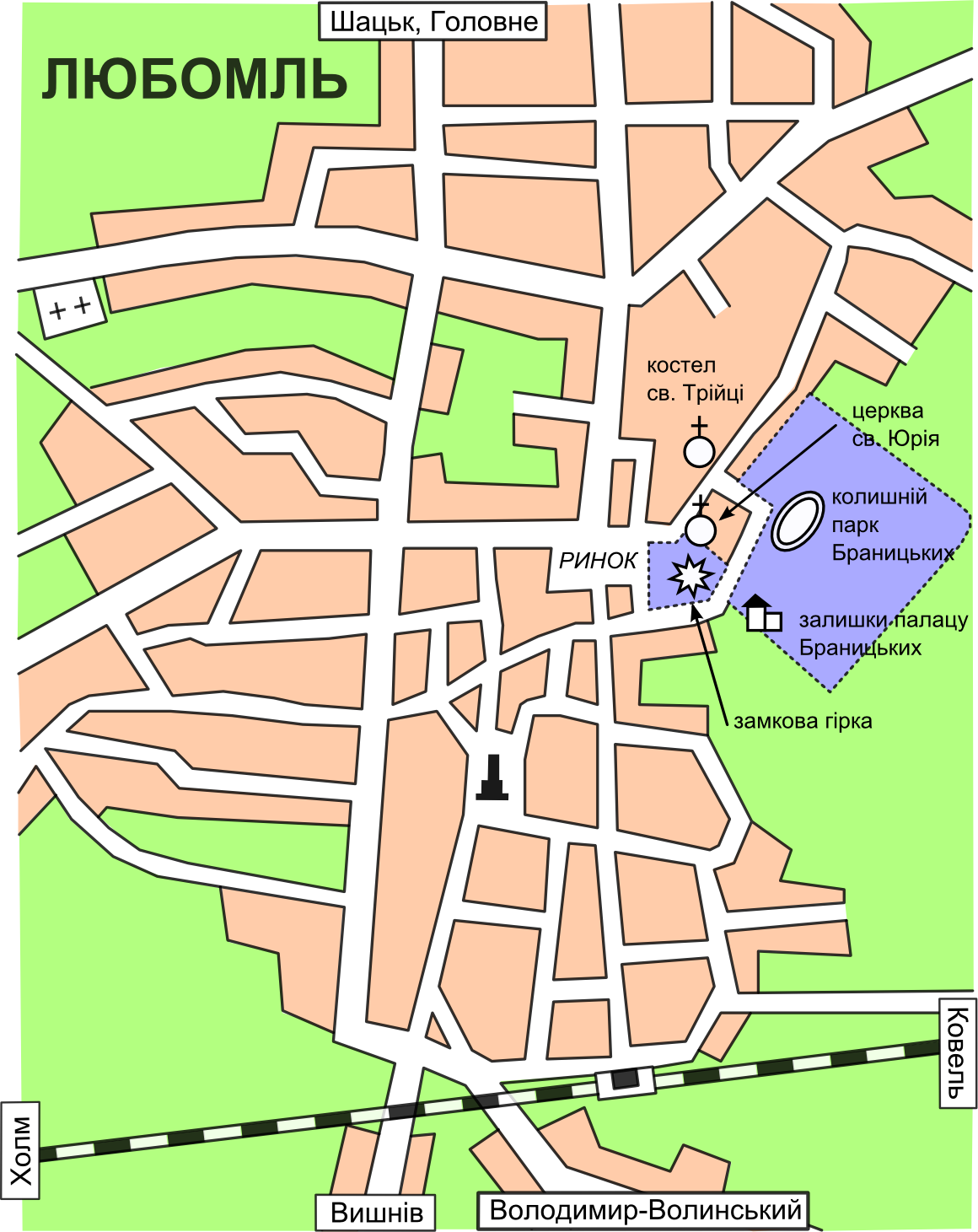

У 1768 році граф Францішек Ксаверій Браницький отримав землі Любомльщини в подарунок за врятоване на сеймовому засіданні життя майбутнього короля Станіслава Августа Понятовського. Магнат відразу взявся впорядковувати місцину. Тут до 1781 року він заклав велику резиденцію, що органічно вписалася у структуру історичного центру Любомля.
У Ягелонській бібліотеці у місті Краків віднайдене зображення палацу в м. Любомлі, виконане в 1827 році Вілібальдом Ріхтером — художником, що перебував на службі у графа А. Потоцького (див. Галерею). Як свідчить дослідження, малюнок є найбільш раннім і наразі єдиним зображенням Любомльського палацу. На основі цієї акварелі та друкованих матеріалів можна прослідкувати історію створення Любомльського палацово-паркового ансамблю.
Це був багатооб'ємний палацовий корпус, який складався з чотирьох частин. Збереглось до наших часів тільки південне двохповерхове крило палацу. З північної сторони до нього примикав також двохповерховий, але трохи нижчий корпус. Припускають, що перший і другий призначались для прийому гостей та чисельного магнатського двору. Далі, у північному напрямку, фронт забудови продовжувала одноповерхова галерея (можна припустити, що тут містився зимовий сад або відбувалися бали). Корпус будівель завершувався головним палацовим корпусом (північне крило). Це ранньокласицистична будівля із слабо акцентованим центральним псевдоризалітом на головному фасаді, завершеним трикутним фронтоном. Фронт головного фасаду палацу був зорієнтований на центральну ринкову площу міста, створивши вісь «палац» — «замчище» — «ринок». На північ від палацу був закладений великий сад, обнесений кам'яною огорожею.

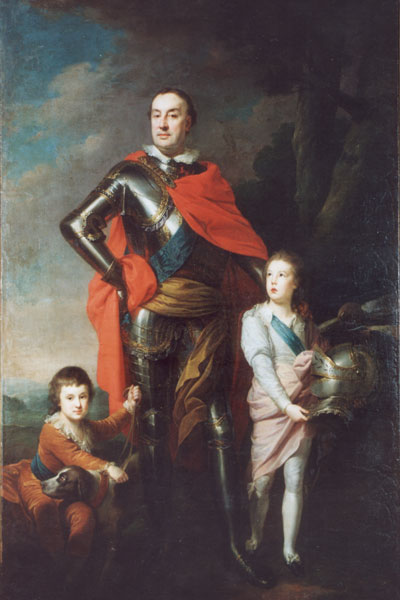
Засновник Любомльського палацу Францішек Ксаверій Браницький (1730—1819) з дітьми

Наприкінці 18 століття на території Польщі розгорілося повстання Тадеуша Костюшка. Це загальновідомий історичний факт. Однак не всі знають, що саме в Любомлі та поблизу містечка розгоралися важливі події, в результаті яких коронного гетьмана Браницького визнали зрадником. У 1794-му в двері маєтку постукали прихильники Костюшка. Немолодий Францішек Ксаверій, зіславшись на погане самопочуття, не пристав до повстанців. Однак його полк, незважаючи на волю пана, вчинив інакше. Старого графа арештували. Поки «зрадник» сидів у власному домі під вартою, любомльська земля пізнала чобіт Кутузова і Суворова. До самого міста славетні полководці, звісно, не навідалися… Не барська це справа — рятувати гетьмана та його володіння.
За ґрати магнат не втрапив. Допомогли зв'язки його дружини Олександри Енгельгардт. Доживало подружжя у Білій Церкві. Однак прихильність до мальовничих краєвидів Волині передалася через покоління: від діда до онука. Ксаверій Браницький(1816—1879), названий на честь гетьмана, не раз бував у любомльському палаці й навіть зажив слави патріота. За підпільну діяльність Ксаверія-молодшого уряд царської Росії в 1849-му конфіскував маєток і землі. Дізнавшись про імперські наміри, власник дозволив місцевому люду «поласувати» панськими статками. Три дні поспіль мешканці виносили з палацу все, що душа бажала. Ера Браницьких на землях Любомльщини завершилася…
В кінці 19 століття в палаці оселилася нова власниця — близька родичка російського письменника Івана Тургенєва. Згодом ця панянка поєднала своє життя із котримось із немісцевих землевласників і стала Каппіоні. Родинним гніздом росіянки та італійця маєток Браницьких був до 1939 року. «Совіти» поселили в графському будинку прикордонний загін. Вояки ж намагалися осучаснити будівлю, але лише порушили колись добротну систему гідроізоляції. У результаті — підвал, де Браницький облаштував практично ще один поверх, затопило водою. Допомогли й місцеві мешканці, котрі розібрали на цеглу майже всю споруду. Від 200-метрового розкішного палацу лишилося одне крило, довжина якого ледь сягає 40-ка м. У радянські часи тут розташовувалося і профтехучилище, і російська школа. В перші роки незалежності споруду планували віддати під місцевий краєзнавчий музей. Любомльські історики оббивали пороги міністерств, та не судилося. Згодом резиденцію Браницького передали відділу освіти і нині тут — Дитячо-юнацька спортивна школа (ДЮСШ). Від колись пишного убранства маєтку графа і гетьмана мало що лишилося. Піденний флігель, який зостався, — скромна тінь палацу Браницького. Він цегляний, прямокутний в плані, двохповерховий, коридорної системи, з одним слабко виявленим в плані ризалітом і чотирьохколонним тосканським портиком на висоту одного поверху на західному фасаді. Внутрішнє планування — секційне і коридорне з двостороннім розміщенням кімнат.
Палац є пам'яткою архітектури державного значення.

## Галерея

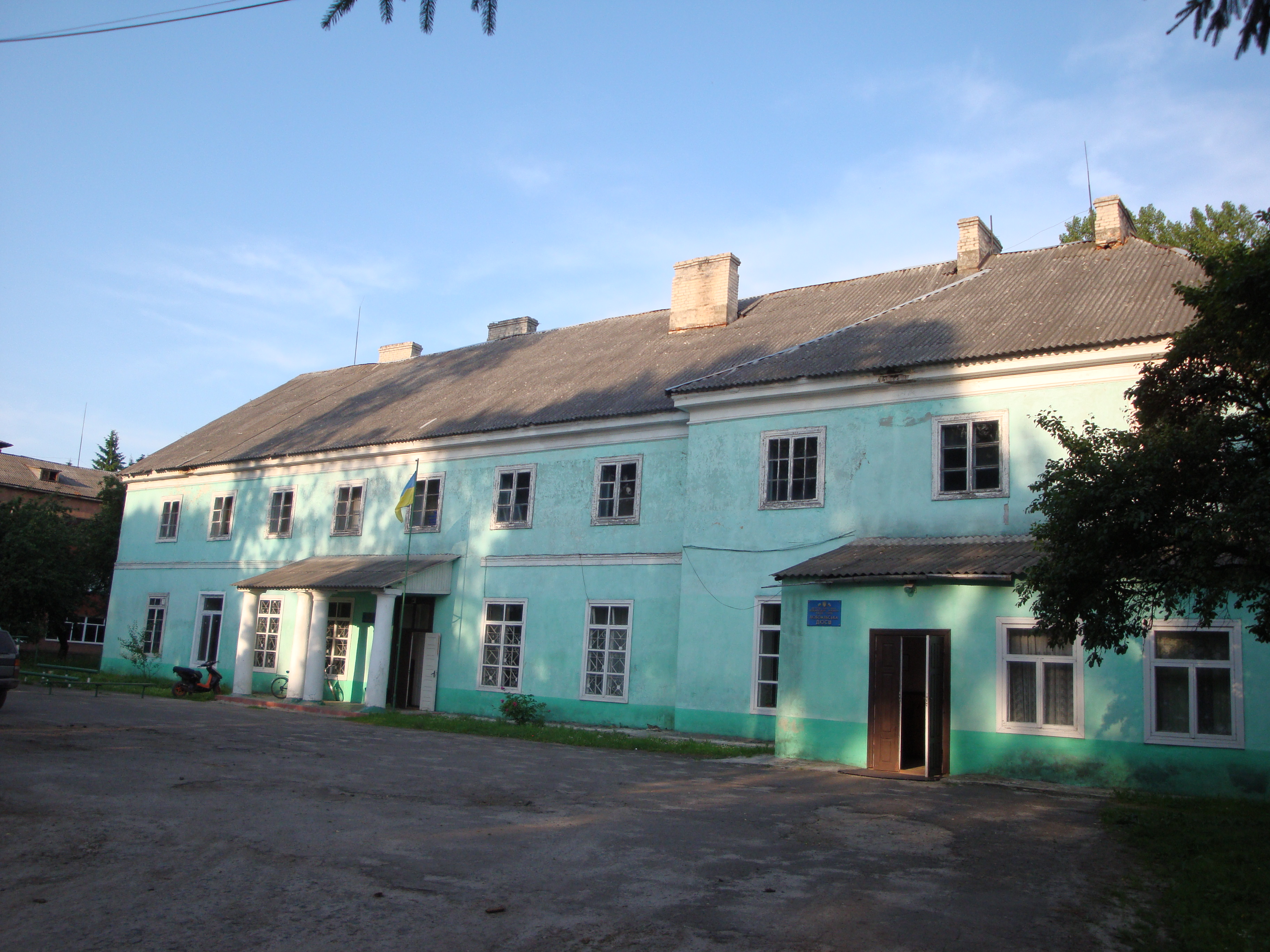
Палац Браницьких із південно-західного боку. Червень 2010 р.
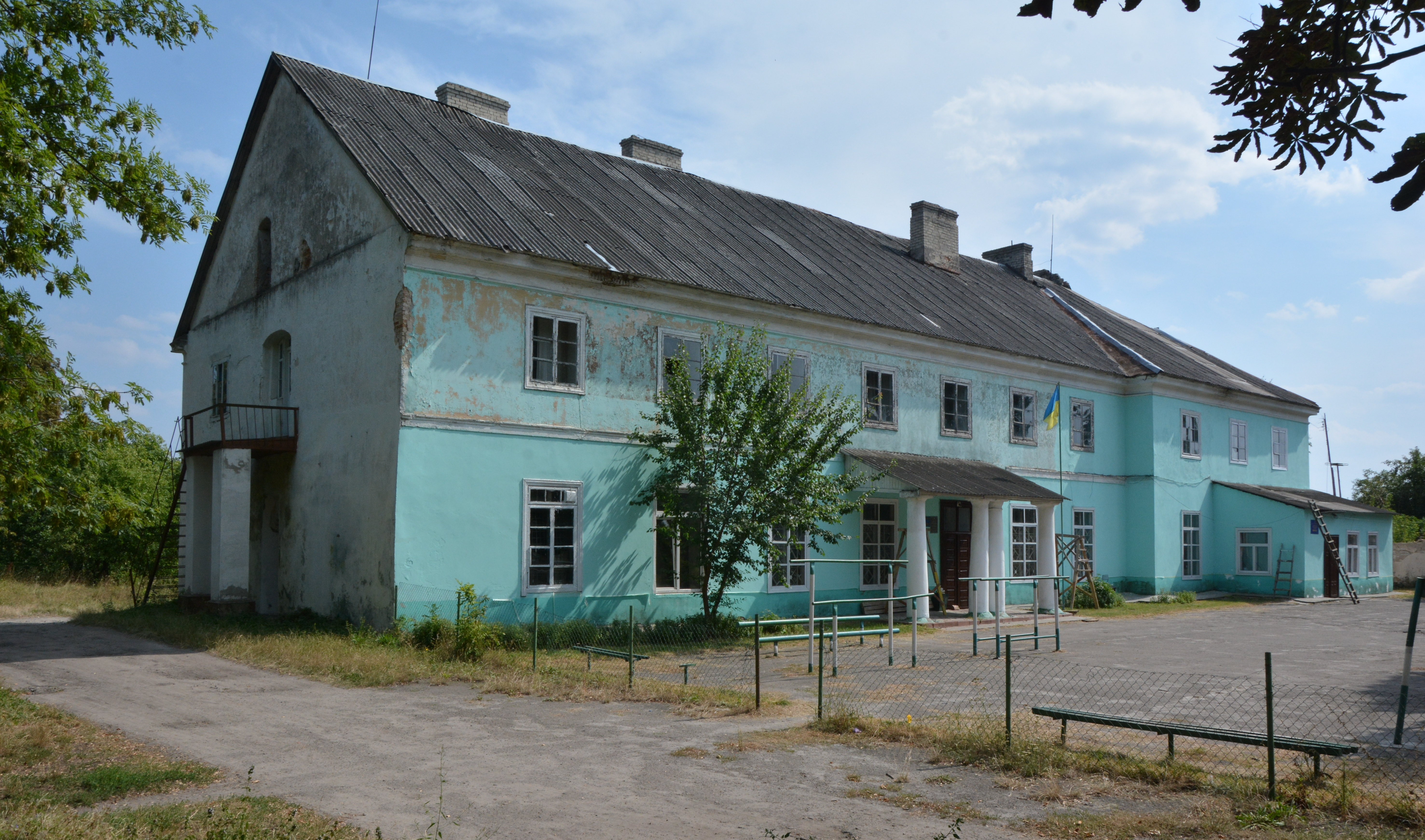
Палац Браницьких із північно-західного боку. Серпень 2015 р.
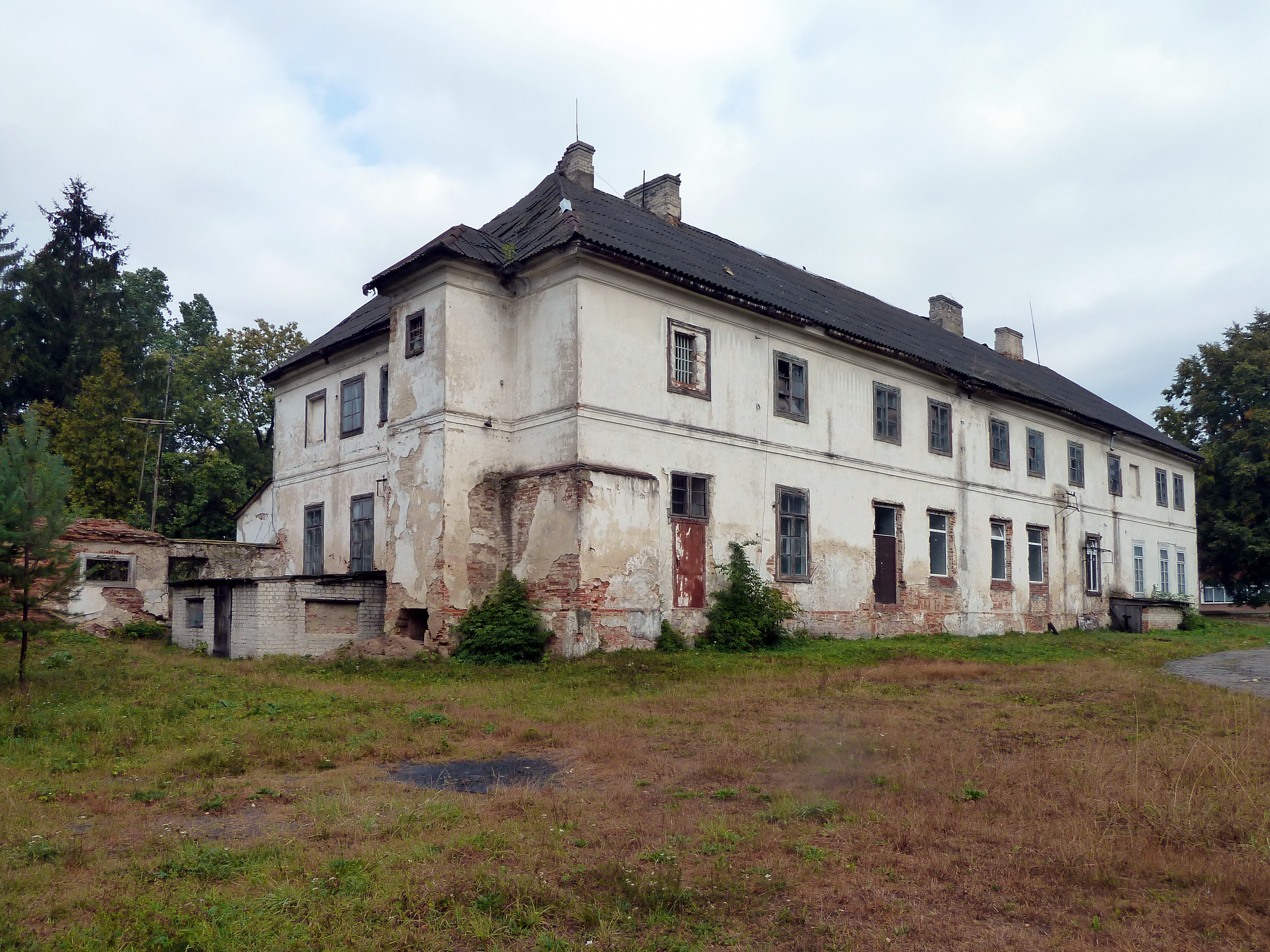
Палац із південно-східного боку. Вересень 2015 р.
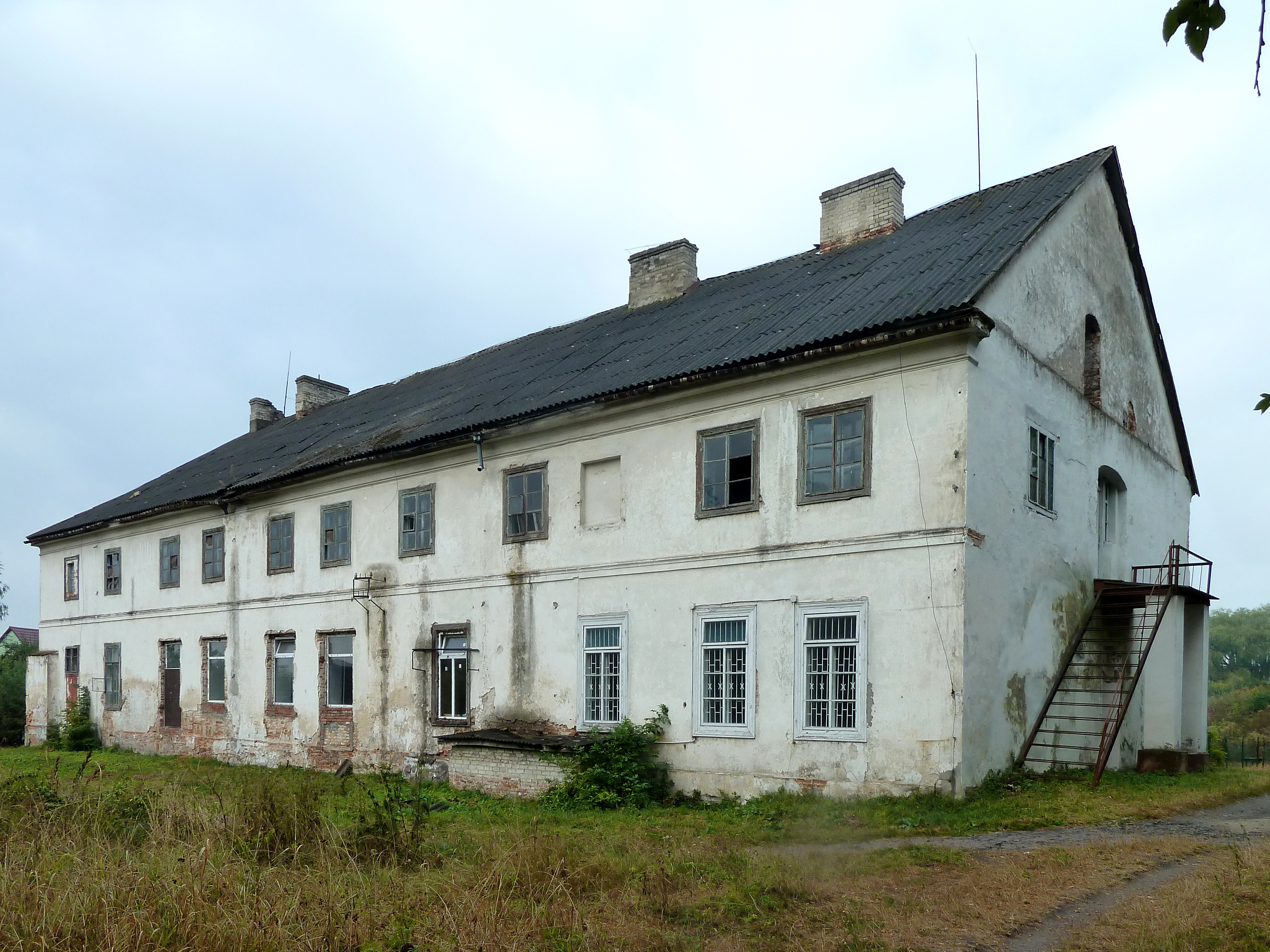
Палац із північно-східного боку. Вересень 2015 р.
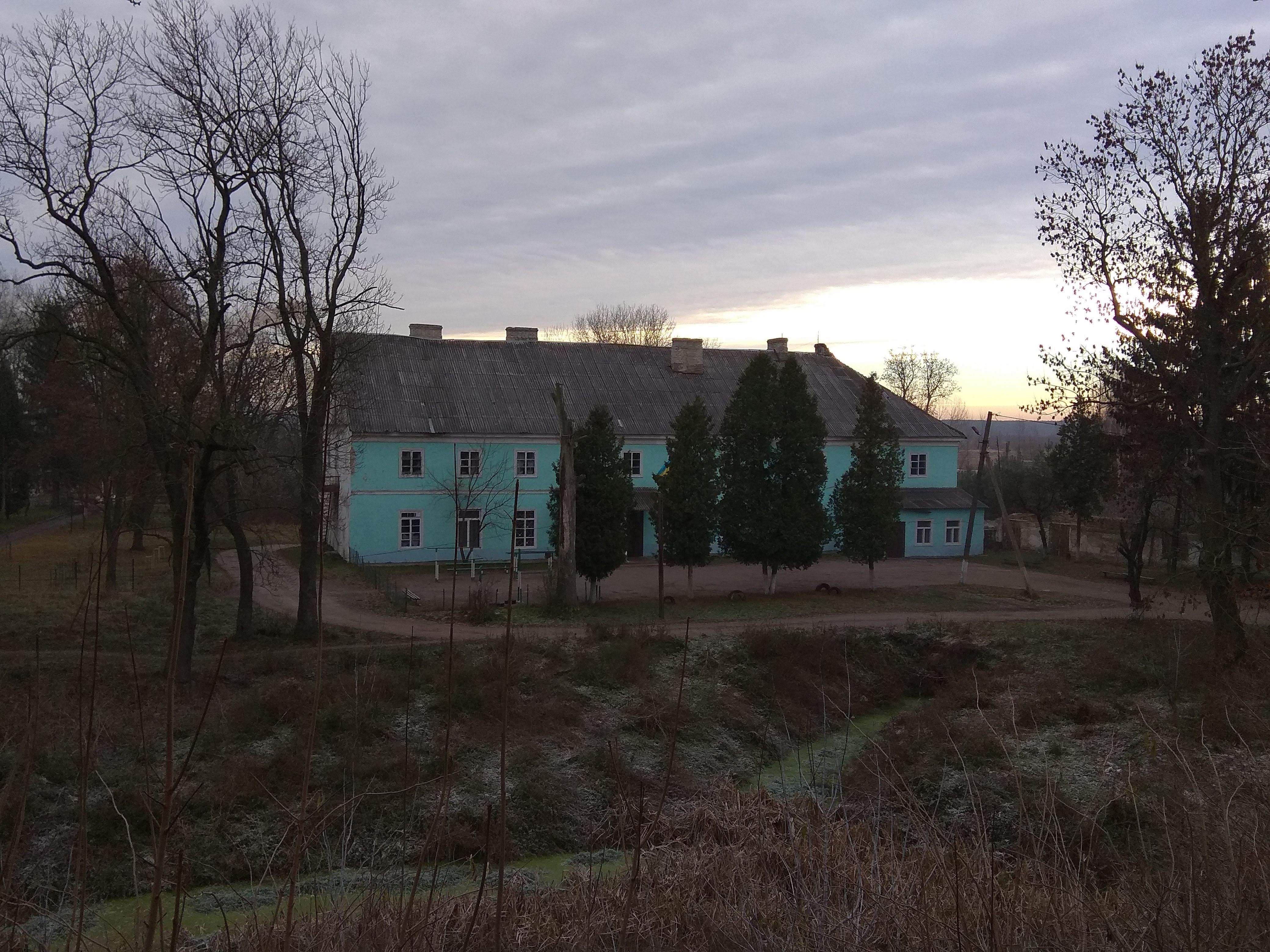
Палац станом на 1938 рік
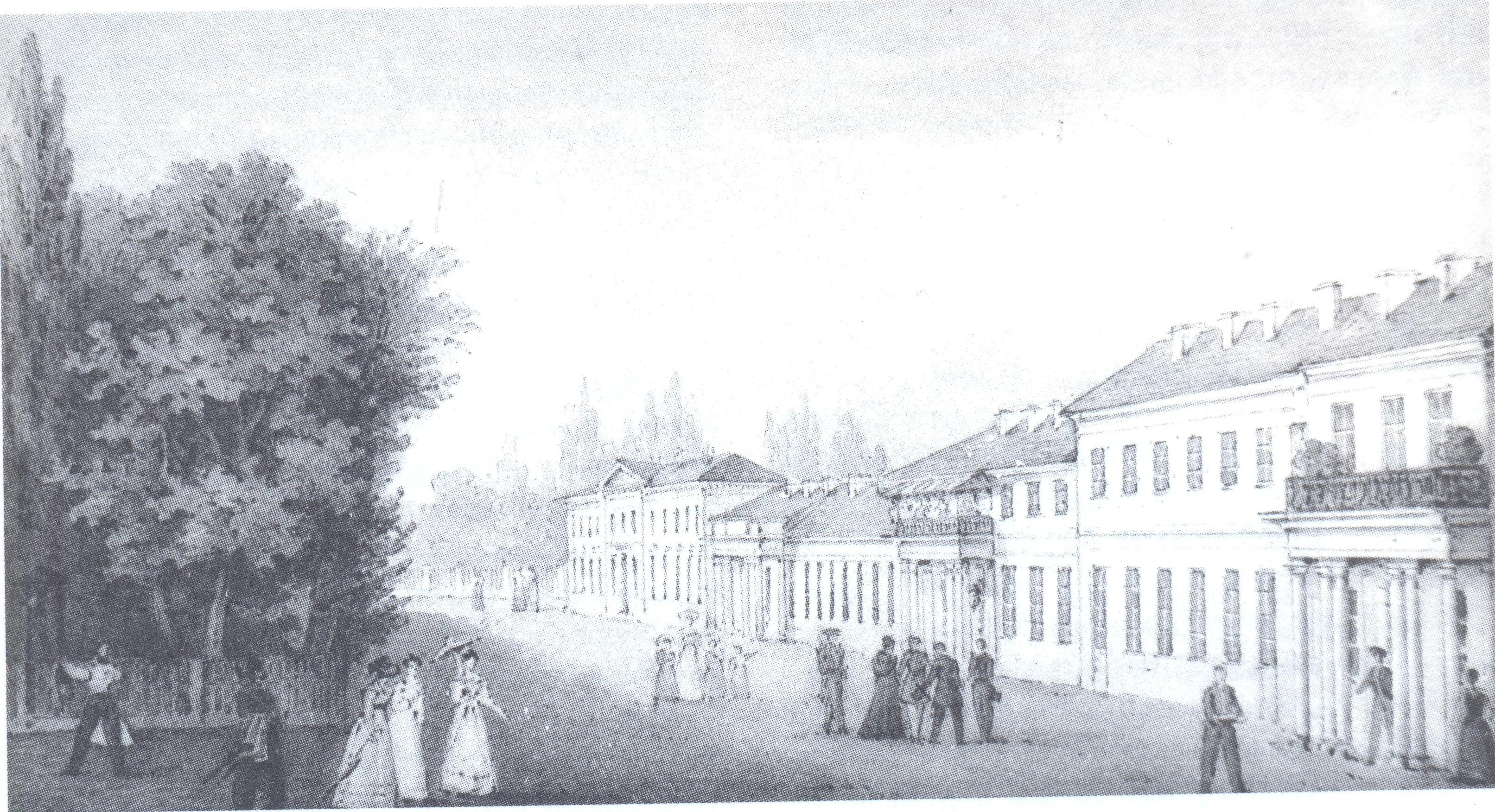
Палац Браницьких в Любомлі. 1827 рік. Малюнок Віллібальда Ріхтера
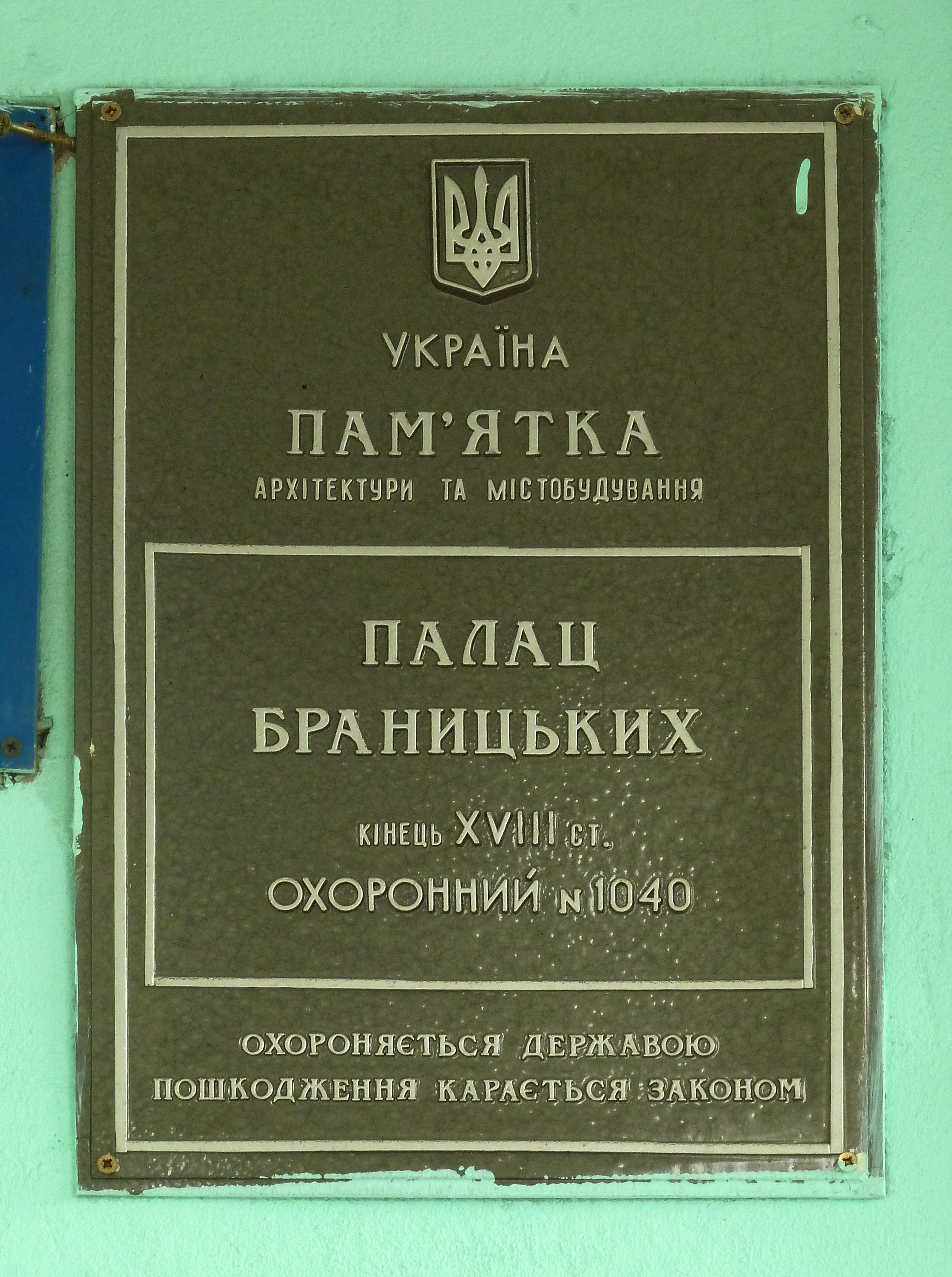
Охоронна дошка палацу